# Die 317. Sektion
Die 317. Sektion (Alternativtitel Zug 317, Originaltitel La 317ème section) ist ein französisch-spanischer Film unter der Regie von Pierre Schœndœrffer, der 1964 veröffentlicht wurde und auf seinem eigenen Roman von 1963 basiert.

## Handlung
1954, Laos – acht Tage vor der französischen Niederlage im Indochinakrieg: bereits seit acht Jahren herrscht Krieg zwischen der Kolonialmacht Frankreich und den kommunistischen Việt Minh. Die 317. Sektion – eine Gruppe aus vier französischen Soldaten und 41 laotischen Kämpfern – soll sich auf Befehl vom nördlichen Grenzposten, ins Landesinnere nach Điện Biên Phủ zurückziehen. Dort sammeln sich die kolonialen Streitkräfte für ein letztes Gefecht gegen den kommunistischen Gegner im Norden. Doch bis Dien Bien Phu sind es über 150 Kilometer undurchdringlicher Dschungel, tropische Hitze, verseuchtes Wasser, Fieberwahn und immer wieder Guerillaangriffe aus dem Hinterhalt. Der junge Unterleutnant Torrens führt mit seinem Adjutanten, dem elsässischen Ex-Wehrmachtssoldaten Willsdorf, dem Sergeant Roudier, dem Korporal Perrin und dem laotischen Hilfssergeant Ba Kut einen Zug von 40 laotischen Soldaten auf dem beschwerlichen Weg an. Die Vorahnung, dass die Tage der französischen Kolonialmacht in Laos gezählt sind, beschleicht nicht nur die nach und nach desertierenden laotischen Soldaten, sondern auch die französische Spitze der immer kleiner werdenden Gruppe.

## Hintergrund
Der fiktive Kriegsbericht von Regisseur Pierre Schœndœrffer basiert auf wahren Begebenheiten. Für einen Kriegsfilm ungewöhnlich, verzichtet der Film weitgehend auf pathetisches Heldentum und entfaltet gerade in dieser Nüchternheit seine ergreifende Schönheit. „Der schönste französische Kriegsfilm“, wie Die 317. Sektion zuweilen genannt wurde, zählt mit dem 1968 oscarprämierten Dokumentarfilm 2. Kompanie, 1. Zug, Vietnam 1966 und dem Spielfilm Der Haudegen (1977) zu den bekanntesten Filmen des französischen Regisseurs und Autors Pierre Schœndœrffer. Selbst 1954 bei der Schlacht um Điện Biên Phủ in Kriegsgefangenschaft geraten, baut der fiktive Film auf Schoendoerffers eigenen Erfahrungen auf. Sein Drehbuch konnte 1965 beim Filmfestival in Cannes überzeugen und wurde ausgezeichnet. Der Film wurde 2010 aufwendig restauriert.

## Rezeption
„Eindrucksvoll als ehrlicher Kriegsfilm, der sich dem Pathos des Heldentums wie der Verzweiflung verweigert.“

1965 wurde Pierre Schœndœrffer in Cannes mit dem Preis für das beste Drehbuch, ausgezeichnet.